# Daniel de Bangor
Daniel de Bangor, también llamado Deiniol o Daniel Wyn (c. 510 - 584) fue un religioso galés, santo para la iglesia católica que vivió el siglo VI. Su nombre, que es equivalente a Deiniol aunque muy raramente se adopta el nombre de Denoual en bretón. Es venerado como santo y su fiesta se celebra el 11 de septiembre.

## Biografía
Su vida está muy poco documentada. Se le cree nacido cerca del año 510. Daniel habría estudiado con Cadoc de Llancarfan. Posteriormente, el rey Maelgwn Gwynedd le habría concedido tierras para que construyera un monasterio donde ahora está Bangor. Parece bien fundamentado que fue el primer obispo de Bangor, consagrado el 545 por San David de Gales. 
El santo también aparece nombrado como asistente el sínodo de Llanddewi Brefi del 545. Según los Annales Cambriae, el 584 habría muerto en Ynys Enlli (Bardsey Island en inglés). Parece que posteriormente su cuerpo fue trasladado a la catedral de Bangor.
Se ha conservado una vida de San Deiniol en el manuscrito Peniarth MS226 transcrito por Sir Thomas Williams de Trefiw en 1602. 
La catedral de Bangor está dedicado a su nombre, y la leyenda la sitúa en el mismo lugar donde el santo edificó un monasterio. La iglesia de Penarlâg (condado de Sir y Fflint) está dedicada. William Gladstone, que vivió en la misma población, donó su gran biblioteca a Penarlâg, que la bautizó Llyfrgell Deiniol Sant ; en la actualidad, es una de las mejores del país.